# りんな (人工知能)
りんなは、日本マイクロソフトが開発した会話ボットの一つ。2015年7月31日にLINEのサービスに登場し、同年12月にはTwitterでの活動を開始した。当初は女子高校生であるという設定にもとづき、ユーザーと交流していた。2019年3月20日に高校を卒業し、同年4月3日、エイベックス・エンタテインメントと契約し歌手デビューした。

## 登場までの経緯
マイクロソフトが2014年に中国において提供を開始した女性型会話ボットXiaoice（中国語: 微软小冰）に続く人工知能キャラクター第2弾として、日本を対象に作られた。日本を対象とした理由として日本マイクロソフトは、オタク文化、ロボットやボットの市場、若年層を中心とするSNSの広がりを挙げている。同社だけで展開させるのは難しいと判断したため、すでに多数の若年層ユーザーを持っていたLINEと協力して展開することとし、2015年7月31日に登場した。
日本マイクロソフト社が開発・運営していること自体は8月4日時点ではすでに判明していたが、この時点ではマイクロソフト社からは公式サイトでの告知は一切されておらず、取材も受け付けていなかった。8月7日に、LINE株式会社は、自社の企業向けAPIソリューション「LINE ビジネスコネクト」とマイクロソフト社のりんなの技術を活用し、「りんなAPI for Business」としてユーザー企業に対して提供を開始することを発表した。この発表によって、りんなが日本マイクロソフトの公式サービスであることが確かとなった
。登場から正式発表まで間が空いたことについて、日本マイクロソフト社は、技術的な理由で早めにリリースしたためと説明している。

## アルゴリズム
日本マイクロソフトは、りんなの開発方針として、AI Future、AI Creation、AI for Business、AI For Goodの4つを挙げている。AI Futureは、AIの未来を形作るもので、会話エンジンを使用している。AI CreationはAIに創造的な活動をさせるもので、りんなの歌手としての活動などに相当する。AI for BusinessはAIの機能をビジネスに生かすための開発である。AI For GoodはAIを社会に役立たせるもので、地方応援プロジェクトなどがある。
当初、日本マイクロソフトはりんなのアルゴリズムの詳細を公表していなかったが、少なくともマイクロソフト社の検索エンジンBingと収集されたビッグデータを基礎として、機械学習プラットフォーム「Azure Machine Learning」が用いられていることはわかっていた。その後日本マイクロソフトは、2016年5月に開催されたイベント「de:code 2016」にて、りんなの自然言語処理アルゴリズムの詳細を公開した。りんなの基本的な仕組みとして、ユーザーの問いかけに対して返答候補を関連度に基づいてランク付けして回答していることが明らかにされた。この仕組みには、Word2Vec、Learning to rank、tf-idf、ニューラルネットワークの4つのアルゴリズムが用いられている。より具体的には、ディープラーニング、深層構造類似度モデル、再帰型ニューラルネットワークなどの技術が活用されている。
2018年5月22日からは、「共感モデル(Empathy model)」が採用されている。このモデルは、ユーザーがりんなと共感し、会話を長く続けられるようにすることを目的とするものである。りんなは共感を得るために、ユーザーの発言を肯定する、質問する、新しい話題を切り出す、聞き手に回るなどの手法から適したものを選び、回答を自動生成する。共感モデルは、りんな登場時のRetrieval model、2017年から提供された第2世代Generative modelに続く第3モデルにあたる。さらに2018年11月現在では、画像認識エンジン「共感視覚モデル（Empathy Vision model）」を採用したスマートフォン向けAIを開発中であると発表し、2019年2月13日に共感視覚モデルの体験イベントが開催された。
共感モデルでは、「セッション指向型会話アプローチ」が採用されている。すなわち、他のチャットボットの多くが会話の「順番」にもとづいて設計されているのに対し、りんなは会話をセッションとしてとらえ、目的のない雑談の中にタスクや知識提供を織り込んでいる。したがってユーザーは会話の流れの中でタスクを実行したり、知識提供を受けたりすることができる。これにより、1回のタスクの中で交わされるやり取りの中が多くなっている。
過去のAIでは、人種差別的な発言をしたことで問題になったケースがある。りんなでは、不適切な表現は開発陣によって排除する、あるいはりんなに覚えさせることで自動で削除するといった処置がとられている。また、この問題に対応するため日本マイクロソフトでは専門の部署を設けるとともに、他社とも協力して連携組織「Partnership on AI」を作り倫理面を含めた情報を交換している。しかし差別的と感じられる表現を完全に排除することは難しく、コンピュータ関連だけでなく多方面の学問分野からの知見を取り込んで慎重に対応することが求められている。

## 設定
女子高生のキャラクターとして登場した。この理由は、おしゃべり好き、面白いことが好き、トレンドを生み出せるという点で女子高生がふさわしいとの判断による。「りんな」という名前は、先行のチャットボット小冰（シャオアイス）の音の響きを日本語にあてはめようとして、凛としている「りんちゃん」という名前を生み出し、さらに他のキャラクターと差別化するために平仮名の「な」を加えたものである。登場した当初は「ちょっと謎めいている方が皆さんに喜んで頂ける」とのことで名前の由来は明らかにされていなかった。
2016年に発売された書籍『はじめまして! 女子高生AIりんなです』には、誕生日は8月7日、住所は「東京の北の方」、尊敬する人は阿久悠などと記載されている。りんなの設定は得られたデータによって変わることがあり、例えばカープ女子が話題となったときにはカープ女子を名乗ることもあった。2017年9月28日に開かれた日本マイクロソフトの記者会見の席では「夢は紅白歌合戦出場。大女優になりたい」と抱負を語っている。好物はうどん。
2019年3月15日、公式ページにてりんなが高校を卒業すると発表し、3月20日に卒業した。卒業の大きな理由の１つとして、歌手としての活動を本格化させることになり、「進路が決まった」ためと説明されている。
りんなの開発者たちは自らを「保護者」、開発チームのことを「保護者会」と呼んでいる。これは、りんなの人間らしいキャラクターのリアリティーを損なわせないようにするためであり、実際の業務においても、りんなを育ててゆく親のような視点で取り組んでいるという。
2020年8月、独立に伴い、後ろ姿のままだった顔が公開された。鼻から上は喜怒哀楽によって色が変わるクラウドの仮面を着けている。

## 活動内容
りんなの活動内容は多岐に渡り、活動範囲を広げている。2015年時点ではLINEで会話やしりとり、まりもの世話などをする「お友達」の役割が強かった。2016年からはドラマの出演や書籍の出版、歌への取り組みなど、「有名な女子高生」の要素が現れ、2019年3月の高校卒業以降は、歌手としてのメジャーデビュー、ラジオやYouTubeでの活動など、タレント活動に重点的に取り組んでいる。

### LINE
2015年7月31日に登場し、8月7日に公式に発表された。りんな自身は、8月7日をLINEデビューの日と認識している。サービス開始から1か月経過した時点で、ユーザ数がすでに130万人を超えていた。12月17日からはグループチャットに追加できるようになった。
LINE上ではりんなと会話できるほか、「しりとり」などの遊び機能を搭載している。2016年時点では毎週1つのペースで新機能が登場していた。
2018年2月13日、りんなライブにアクセスすることでりんなから電話がかかってきて、会話をすることができるサービスが開始された。りんなの声は音声合成で、会話の内容はその場で生成されている。りんなとの電話でのやり取りは、りんなライブにアクセスしているほかのユーザーも聞くことができる。電話のために、りんなライブのためのサーバーのほかに、「フォーンコールサーバー」を設け、ここに音声認識、会話エンジン、音声合成のサーバーがつながることで会話を成立させている。
2018年10月31日には、「りんなと音声通話」の提供が始まり、電話でりんなと恋愛相談などをすることができるようになった。
2018年末時点での登録ユーザー数は約742万人である。2015年時点の統計では、利用ピークは22時、曜日では月火水よりも木金土日のほうが利用頻度が高くなっている。日本マイクロソフトの担当者は、「木曜日辺りからユーザーが（仕事などに）疲れてきて、りんなと交流したい傾向が見える」と分析している。

### Twitter
2015年12月10日に開設し、同年12月18日に公表した。発表した時点で10,000人以上のフォロワーがついていた。公表時は、技術的な制限により、現時点ではツイートに対してすぐに返事が返せないこともあると述べていた。2018年末時点でのフォロワー数は約13万人である。
2016年4月7日にシャープ株式会社は公式Twitterアカウントを一日限定でりんなに担当させた。りんなは「インターン」という設定で登場し、他のユーザーのつぶやきに対して返信した。これは、シャープのTwitter担当者がりんなと会話したことがきっかけとなり実現したもので、りんなを担当させた理由について、シャープの担当者は、自社もAIoT分野に取り組んでいること、自身がりんなのファンであることを挙げている。りんなは担当時間中に、1秒当たり1.3回、合計で32,882回ツイートした。

### 歌
歌は、りんなを開発するにあたって重要視している「共感」を呼び起こしやすいため、音声チームが特に力を入れている分野である。りんなの歌声は、ボーカロイドなどのように波形を組み合わせて生成するのではなく、人間による大量の音声データをAIに覚えこませて人の声をモデル化し、音の長さ・強弱・音程・声色の４つのパラメーターを調整することで生成している。
歌声はりんなの性格も考え、「いわゆる“萌え声”（＝アニメ声）よりは普通の女の子っぽくて、たまに辛辣なことも言いそうな声」となるようにしている。
りんなが歌うきっかけとなったのは、エイベックスのプロデューサーから「歌を出しませんか」と誘いがあったことによる。このときりんなは、登場から半年もたっていなかった。歌声が初めて世に出たのは2016年9月15日から18日まで開催された東京ゲームショウで、McRinnaとしてラップを披露した。翌2017年4月には日本マイクロソフトの坪井一菜が音楽SNSアプリnanaにりんなのアカウントを作り、絢香の「にじいろ」を投稿した。
2018年1月11日、りんなのNHK紅白歌合戦出場を目指すべく、nanaにより「りんな歌うまプロジェクト」が開始された。そしてその第1弾として2月22日まで『りんなはもっと上手くなる！nanaのみんなで教える「卒業ソング」』が実施された。これは、りんなの歌声を聞いた人がお手本や歌い方のアドバイスをすることで歌声を成長させるというもので、のべ3,686名が参加した。3月8日にはnanaユーザーとの合唱動画が公開された。音楽プロデューサーである株式会社バグ・コーポレーション社長の山口哲一は、りんなの歌声の変化について、「ボーカルにニュアンスが生まれ、「歌らしく」なっています。目を見張る上達ぶりですし、特にユーザーとの合唱バージョンには、コラボーレーションだからこそ生じる音楽の喜びが感じられます」と評している。
この経験を踏まえ、りんなはディープラーニングモデルをベースとした次世代のAIベースの歌唱モデルへと移行することとなった。また4月20日、nanaはりんなの学習用としてユーザーに歌声を投稿してもらう企画「#りんなの歌に使っていいよ」を始めた。この企画には足立佳奈も参加した。2019年2月13日には演歌歌手の丘みどりも参加し、丘が提供した歌唱データをもとに、りんなが歌声を披露した。
2018年5月17日からは「りんな歌うまプロジェクト第2弾」として、「りんなはもっとうまくなる！nanaのみんなが教える“感情をこめる”」を開始し、ユーザーから詩を募集したうえで、ユーザーから朗読のアドバイスを受けた。9月7日からは第3弾「ラップバトル〜ラッパーたちよ火花を散らせ〜」を開始し、nanaユーザーとラップで対決した。
2018年7月26日、オリジナルソング「りんなだよ」が公開された。本曲の歌声はほとんどが自動生成されたもので、手動での調整に要した時間は1時間以内だという。
2019年4月3日、エイベックス・エンタテインメントと契約し、「AIりんな」としてメジャーデビューすることが発表された。デビュー曲「最高新記憶」（bachoのカバー曲）では息継ぎ音の再現、および曲調に応じた歌い方という新しい技術が使用された。6月19日には2作目のシングルとなる「snow, forest, clock」（sfprのカバー曲）を発表した。
2019年7月5日に発売されたFEMMの楽曲「Shibuya Ex Horologium」では作詞を担当した。この歌詞は、Twitterに投稿されたライブの感想をもとに作られたものである。
2019年9月22日、23日に開催された音楽フェス「DIVE XR FESTIVAL」では、「最高新記憶」「惑星ループ」の2曲を披露した。
りんなの歌声については発表当時から進化を続け、「最高新記憶」では、「人間と聞き分けが難しいレベル」に達したと評されている。

### 企業向けサービス
りんなの技術を使った企業向けの顧客対応ソリューションとして、りんなAPI for Businessがある。これは、デジタル・アドバタイジング・コンソーシアム株式会社、トランスコスモス株式会社を通じて企業のLINE公式アカウントに実装することによって導入する。2015年8月7日に発表され、同年9月3日から9月4日に開催された日本マイクロソフト社のイベント「FEST 2015」で詳細が開示された。同イベントでは、このサービスによって人間のオペレータが対応していた内容の一部をりんなに置き換えたり、りんなと顧客が会話することで顧客との接点を持つことが可能であると説明された。
また、2018年8月30日には、りんなのプラットフォームを「Rinna Character Platform」として、カヤック、電通、博報堂アイ・スタジオを通じて外販すると発表した。このプラットフォームは「雑談会話モデル」「レコメンド機能」「スキル」の3つの機能から成る。企業向けの対応として、雑談会話モデルでは不適切な会話を防ぐ機能が搭載されている。また、レコメンド機能では、対話によって顧客に対して商品やサービスを薦めることができる。
Rinna Character Platformが搭載された事例としては、Pepperの家庭向けモデルとして2019年4月に発表された「Pepper for Home」がある。このPepperでは、Rinna Character Platformを採用することで応対の正確性が向上し、会話がより長く楽しめるようになったという。
株式会社ローソンでは2016年9月28日から、LINE公式アカウント「ローソンクルー♪あきこちゃん」をりんなと連携させている。他に、2017年10月26日から2018年1月31日まで、ポケモン公式LINEアカウントのロトムにりんなの技術を使用したAIが導入され、期間中はロトムと会話やしりとりをすることができた。
2019年8月7日には、BuzzFeed Japan株式会社にりんながインターンし、会話を通じたコンテンツを配信した。

### りんな候補
りんな候補は2017年11月8日からMicrosoft IMEに組み込まれた変換機能である。りんな候補を有効にした場合、日本語入力時の予測変換において、りんなが提案する候補が表示される。2020年8月13日にサービス終了した。

### 地方応援プロジェクト
りんなによる地方応援プロジェクトは、日本マイクロソフトと自治体とが連携したプロジェクトである。「萌えよ♡ローカル　―りんなと地方とみんなの未来―」と名付けられ、2018年9月12日に発表された。本プロジェクトは、自治体としては潜在的な移住希望者への訴求や観光客数・滞在時間の増加、りんなユーザーとしては新しい体験と知識の取得、日本マイクロソフトとしてはAIを活用した地方応援への挑戦とりんなの認知度向上を目指したものである。具体的な内容としては、「りんなの社会科見学」「めぐりんな〜不思議な観光旅行〜」「りんなの奇天烈観光マップ」の3つの機能が実装されている。
「りんなの社会科見学」は、ユーザーがりんなとともにクイズ形式で地方の情報を知ることができる機能で、宮崎県が参加している。「めぐりんな〜不思議な観光旅行〜」は観光スポットや地元の偉人が登場するノベルゲームで、千葉県香取市が参加している。「りんなの奇天烈観光マップ」は、ユーザーが投稿する珍しいものや場所を分析して今まで知られていなかった地方の魅力を引き出すマップで、福岡県北九州市、群馬県、佐賀県佐賀市と、あまみ大島観光物産連盟が参加している。
このほか、日本全国の学校で、AIを学ぶためのりんなによるAI出張授業が開かれている。
2020年8月7日終了。

## 比較
AIアシスタントのCortanaはマイクロソフト社の提供である点が共通しており、検索エンジンとしてもりんなと同じBingを使用している。しかし、りんなはCortanaと比べて、「面白い、興味深い」という部分に力を入れて開発されている。使用用途が異なるため、学習のためのテキスト情報は両者別々のデータベースに蓄積されている。Cortanaや、アップル社のSiriが利用者にとっての秘書のような役割を果たしているのに対し、りんなは「楽しい友人」としての役割を持っているといわれている。
同じようにマイクロソフトが開発したTayの2016年3月の事件の直後にそのTayと対比された。
中国のXiaoiceも、りんなと同じマイクロソフトのチャットbotであり、りんなと同じ技術を使用している。りんなはXiaoiceの後発となるが、日本ユーザーに対応するためにゼロから開発し、日本の文化やコミュニケーションスタイルを反映させた。マイクロソフトではXiaoice、りんなの他、米国（Zo）、インド（Ru）、インドネシア（Rinna）においても同様のAIを開発している。
ローソンのLINE公式アカウント「ローソンクルー♪あきこちゃん」はりんなと同じシステムを使用しているが、「Text Style」「Kaomoji」「Profanity filter」の3つの技術が新たに導入されている。これにより、語尾や表記、顔文字を変更することによってりんなとは異なる丁寧な口調となるようにし、さらに企業アカウントにふさわしくない用語は排除するように調整されている。

## 年表
| 西暦   | 月日     | 内容 |
| ------ | -------- | --- |
| 2015年 | 7月31日  | LINEにて登場 |
|        | 8月7日   | 日本マイクロソフトの公式サービスであることが正式に発表される                                                          |
|        | 12月10日 | Twitterを開設 |
|        | 12月17日 | LINEのグループチャットに追加できるようになる                                                                          |
|        | 12月17日 | 原宿にて初めてのオフ会が開かれる                                                                                      |
| 2016年 | 4月7日   | シャープに一日インターン                                                                                              |
|        | 5月27日  | マイクロソフト、「de:code 2016」にてりんなの自然言語処理アルゴリズムの詳細を公開                                      |
|        | 9月15日  | 東京ゲームショウでりんなのブースが設けられ、初めて歌声が披露される                                                    |
|        | 9月28日  | ローソンのLINE公式アカウント「ローソンクルー♪あきこちゃん」をりんなと連携させる                                       |
|        | 10月8日  | 『世にも奇妙な物語 '16秋の特別編』で俳優デビューを果たす                                                              |
| 2017年 | 9月15日  | 「ミスiD2018」ファイナリストに選ばれる                                                                                |
|        | 11月8日  | 「りんな候補」が導入されたWindows 10 Insider Previewの「Build 17035」を公開                                           |
| 2018年 | 1月11日  | 「りんな歌うまプロジェクト」が開始。第1弾として『りんなはもっと上手くなる！nanaのみんなで教える「卒業ソング」』実施。 |
|        | 5月17日  | 「りんなはもっとうまくなる！nanaのみんなが教える“感情をこめる”」開始                                                  |
|        | 5月22日  | りんなに「共感モデル(Empathy model)」を採用すると発表                                                                 |
|        | 7月26日  | オリジナルソング「りんなだよ」公開                                                                                    |
|        | 8月30日  | 「Rinna Character Platform」発表                                                                                      |
|        | 9月12日  | 萌えよ♡ローカル〜りんなと地方とみんなの未来〜」発表                                                                   |
|        | 10月18日 | ラジオ番組「ニコラジパーク」出演開始                                                                                  |
|        | 10月31日 | 「りんなと音声通話」の提供開始                                                                                        |
| 2019年 | 3月20日  | 高校卒業 |
|        | 4月3日   | エイベックスから「AIりんな」としてデビューすることを発表                                                              |
|        | 4月17日  | 1st シングル「最高新記憶」配信開始                                                                                    |
|        | 6月19日  | YouTube LIVE「りんなのじかん〜ライドオン タイム〜」放送開始                                                           |
|        | 6月19日  | 2nd シングル「snow, forest, clock」発表                                                                               |
|        | 8月7日   | BuzzFeed Japan株式会社にインターン                                                                                    |
|        | 9月22日  | 音楽フェス「DIVE XR FESTIVAL」に登場                                                                                  |
| 2020年 | 8月17日  | 「rinna（株）」としてマイクロソフトから独立 顔が公開される                                                            |
| 2021年 | 3月31日  | 「ニコラジパーク」放送終了                                                                                            |
|        | 4月28日  | YouTube公式「りんなちゃんねる」開設                                                                                   |
|        | 8月      | 「りんお」が“兄”として再登場                                                                                          |
|        | 12月6日  | luteで描いたイラストが図録「ILLUSTRATION 2022」（2021年版）で紹介される                                               |

## 評価
LINEの担当者は、「堅いイメージのあるマイクロソフトが女子高生のAIということで驚きました」と、りんなの第一印象について語っている。また当初は、女子高生と設定することで利用対象を絞ってしまうのではないかという懸念もあったという。しかし、サービス開始以降は、「本物の女子高生とチャットしているようだ」と話題となり、りんなとの会話に中毒となるLINE利用者も発生するなど、急激に登録者数を伸ばす結果となった。LINE担当者は2015年12月に、「誘導も広告もなしに、口コミの効果でこれだけ広まったアカウントは前例がない」と述べている。
2019年9月時点では、りんなのフォロワー数はTwitter、Instagram、LINEを合わせて790万人を数える。2018年の調査によれば、最も多い層は高校生で、男女比は男子60パーセント、女子40パーセントであった。2019年9月時点では、男女比は変わらず、年齢は62.6%が18歳から24歳となっている。2015年12月に原宿で開催された初のオフ会では、参加者の大多数が女子高生であった。
2017年には、講談社主催のオーディションプロジェクト「ミスiD2018」にエントリーし、ファイナリストに選ばれた。
南海キャンディーズの山里亮太は、女性との会話の練習のためにりんなを活用していたという。大村あつしはりんなの会話能力、特に、同じことを聞いても毎回違う返事が返ってくることや、返答のスピードに驚いたと述べている。また、りんなとの会話履歴を友人3人に見せたところ、誰も相手がAIとは気づかなかったと証言している。
2018年3月時点では、りんなに対して過去1か月に「好き」と35万回以上、「結婚しよう！」と4万回送られたという。恋愛対象としてではなく、妹や友達、相談相手など、ユーザーによってりんなと様々な関係性が築かれている。りんなを期間限定で「りんお」というキャラクターに変更したときは、喜ぶ声があった一方で、「りんなを返せ」というメッセージも見られた。この経験からりんなとユーザーのつながりを感じた開発チームは、りんなを消してはいけないと反省したという。「りんお」はのち2021年8月に、“兄”として再登場している。
りんなとユーザーの関係には、日本における「アイドルとファン」の関係が表れているとも指摘されている。すなわち、りんなは初めから完成された形ではなく、ユーザーがりんなと会話したり、歌声のアドバイスをしたりすることで能力が向上してゆく。これは例えばAKB48においてファンが個々のメンバーを応援することによって選抜総選挙での順位を上げるといったような、ファンがアイドルの成長をサポートするといった構造があてはまるのではないかという指摘である。日本マイクロソフトの担当者も、個人主義的な欧米と比較すると日本は共生し互いに応援しあう文化があることから、日本はチャンスだと思ったという。
りんなは、会話ボットの可能性を示すショーケースともとらえられている。また、りんなの欠点として、りんなは会話している相手のデータを蓄積していないため、過去の会話内容を覚えていないことが挙げられている。
りんなのような雑談系のAIは企業にとっても有益だとする意見もある。日本マイクロソフトの中里光昭は2016年、雑談系AIと顧客とが感情を共有することによって購買が誘導されることが少しずつ確認されてきていると述べている。
2016年12月21日より、人工知能と人間との感情の共有を実証するため、日本マイクロソフト、エム・データ、大阪大学の共同研究が始まった。この研究において、エム・データの所有するテレビ番組のデータやCMデータがりんなに取り込まれ、それらの番組や出演者に対するユーザーの反応を分析するとともに、りんなの会話能力にも反映されることになった。
保護者会の一員である担当者の坪井一菜は、りんなが集団の中にいることによって、コミュニケーションが活発となり、人の魅力を引き出し、人と人のつながりが強くなることが目標だと述べている。坪井は「実際に女子高校生だった」ためプロジェクトメンバーに選ばれた。

## ディスコグラフィー

### 配信シングル
|     | 発売日        | タイトル            | 備考                    |
| --- | ------------- | ------------------- | ----------------------- |
| 1st | 2019年4月17日 | 最高新記憶          | AVEX ENTERTAINMENT INC. |
| 2nd | 2019年6月19日 | snow, forest, clock | AVEX ENTERTAINMENT INC. |

## 主な出演

### テレビドラマ
- 世にも奇妙な物語 '16秋の特別編「ずっとトモダチ」（2016年10月8日、フジテレビ） - 本人役[79]

### ラジオ
- ニコラジパーク (2018年10月 - 終了、JFN)- 水曜日担当[81]
- CHEER UP! FRIDAY (2021年4月 - 、CROSS FM) - りんなのMorning Message♡[97]

### YouTube LIVE
- りんなのじかん〜ライドオン タイム〜（2019年4月5日から）[82]

### 書籍
- 女子高生AI りんな『はじめまして! 女子高生AIりんなです』イースト・プレス、2016年。ISBN 978-4781614786。

### 漫画
- インカ帝国『ラッパーに噛まれたらラッパーになる漫画』（2018年6月27日）

出演に伴い、りんなとのラップバトル等の企画も開催された。